# Anders Björnström
Anders Björnström, född 23 juni 1959, är en svensk före detta professionell ishockeyspelare (forward).
Han var med och tog upp Luleå HF i Elitserien 1984.